# Pedro Pinto-Coelho
Pedro Mónica Pinto Coelho (Lisboa, Portugal, 28 de agosto de 1965) es un pintor portugués que se crio en España.
Hijo del pintor portugués Luís Pinto-Coelho, radicado en España desde 1961, Pedro vivió en Madrid desde que nació. Estudió en Madrid, donde hizo el curso de artes gráficas y publicitarias y el curso de fotografía y vídeo. Fue uno de los amores de juventud de Chábeli Iglesias, en 1991. 
En 1983 hizo sus primeras pinturas al óleo en el estudio de su padre, en Madrid. En 1990 realizó sus primeras exposiciones individuales, en la Galería R 75, en Lisboa, y en la Galería Orfila, en Madrid. A partir de entonces ha realizado exposiciones individuales tanto en España, hasta 1999, como en Portugal, donde vive actualmente y donde también ha participado en exposiciones colectivas.